# CSNK1G3
CSNK1G3 (англ. Casein kinase 1 gamma 3) – білок, який кодується однойменним геном, розташованим у людей на 5-й хромосомі. Довжина поліпептидного ланцюга білка становить 447 амінокислот, а молекулярна маса — 51 389.
| 10         |  | 20         |  | 30         |  | 40         |  | 50         |
| ---------- |  | ---------- |  | ---------- |  | ---------- |  | ---------- |
| MENKKKDKDK |  | SDDRMARPSG |  | RSGHNTRGTG |  | SSSSGVLMVG |  | PNFRVGKKIG |
| CGNFGELRLG |  | KNLYTNEYVA |  | IKLEPMKSRA |  | PQLHLEYRFY |  | KQLGSGDGIP |
| QVYYFGPCGK |  | YNAMVLELLG |  | PSLEDLFDLC |  | DRTFSLKTVL |  | MIAIQLISRM |
| EYVHSKNLIY |  | RDVKPENFLI |  | GRPGNKTQQV |  | IHIIDFGLAK |  | EYIDPETKKH |
| IPYREHKSLT |  | GTARYMSINT |  | HLGKEQSRRD |  | DLEALGHMFM |  | YFLRGSLPWQ |
| GLKADTLKER |  | YQKIGDTKRA |  | TPIEVLCENF |  | PEMATYLRYV |  | RRLDFFEKPD |
| YDYLRKLFTD |  | LFDRKGYMFD |  | YEYDWIGKQL |  | PTPVGAVQQD |  | PALSSNREAH |
| QHRDKMQQSK |  | NQSADHRAAW |  | DSQQANPHHL |  | RAHLAADRHG |  | GSVQVVSSTN |
| GELNTDDPTA |  | GRSNAPITAP |  | TEVEVMDETK |  | CCCFFKRRKR |  | KTIQRHK    |

A: Аланін

C: Цистеїн

D: Аспарагінова кислота

E: Глутамінова кислота

F: Фенілаланін

G: Гліцин

H: Гістидин

I: Ізолейцин

K: Лізин

L: Лейцин

M: Метіонін

N: Аспарагін

P: Пролін

Q: Глутамін

R: Аргінін

S: Серин

T: Треонін

V: Валін

W: Триптофан

Кодований геном білок за функціями належить до трансфераз, кіназ, серин/треонінових протеїнкіназ, фосфопротеїнів. 
Задіяний у таких біологічних процесах, як сигнальний шлях Wnt, ацетилювання, альтернативний сплайсинг. 
Білок має сайт для зв'язування з АТФ, нуклеотидами. 
Локалізований у цитоплазмі.